# Monarda citriodora
Monarda citriodora là một loài thực vật có hoa trong họ Hoa môi. Loài này được Cerv. ex Lag. mô tả khoa học đầu tiên năm 1816.

## Hình ảnh

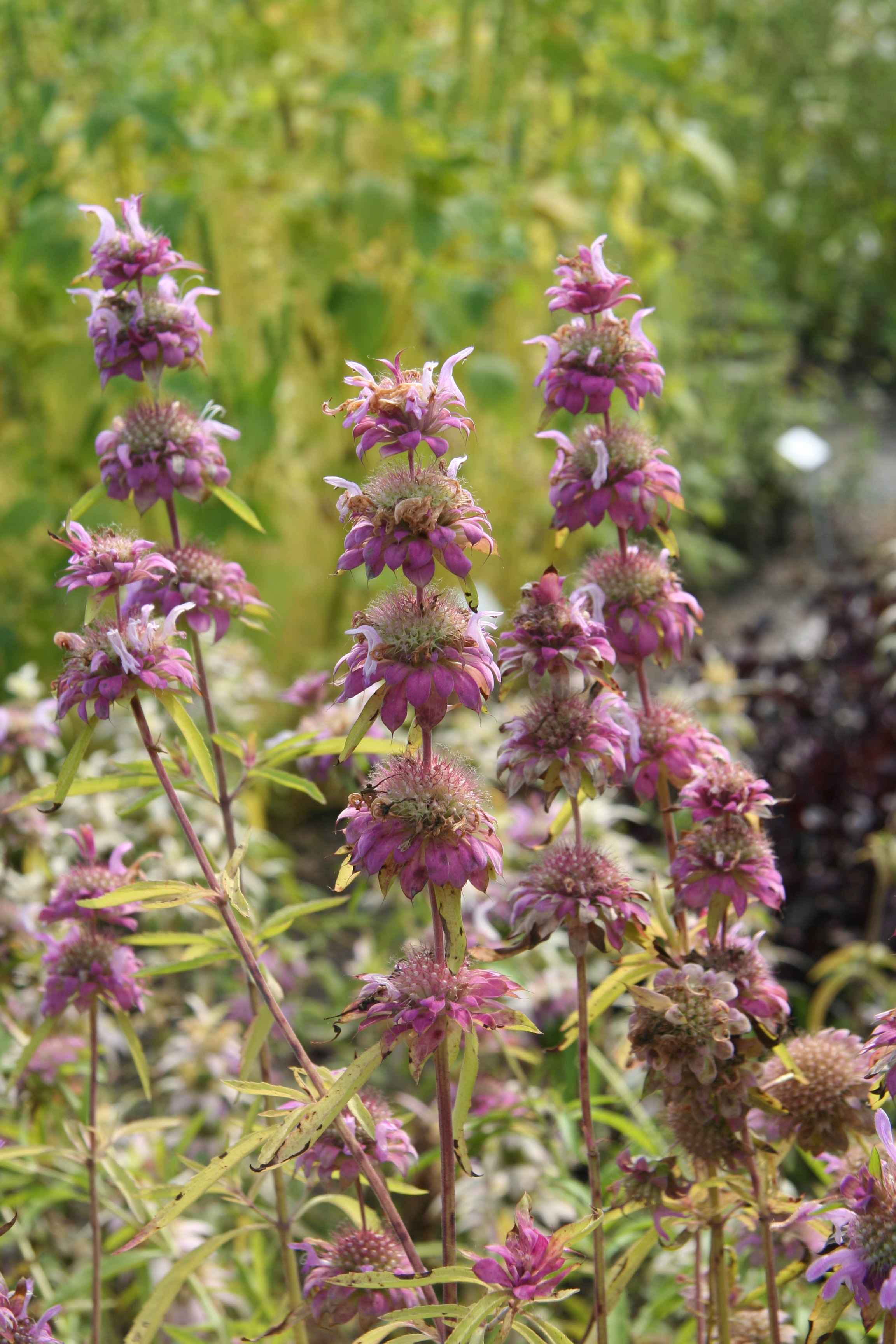
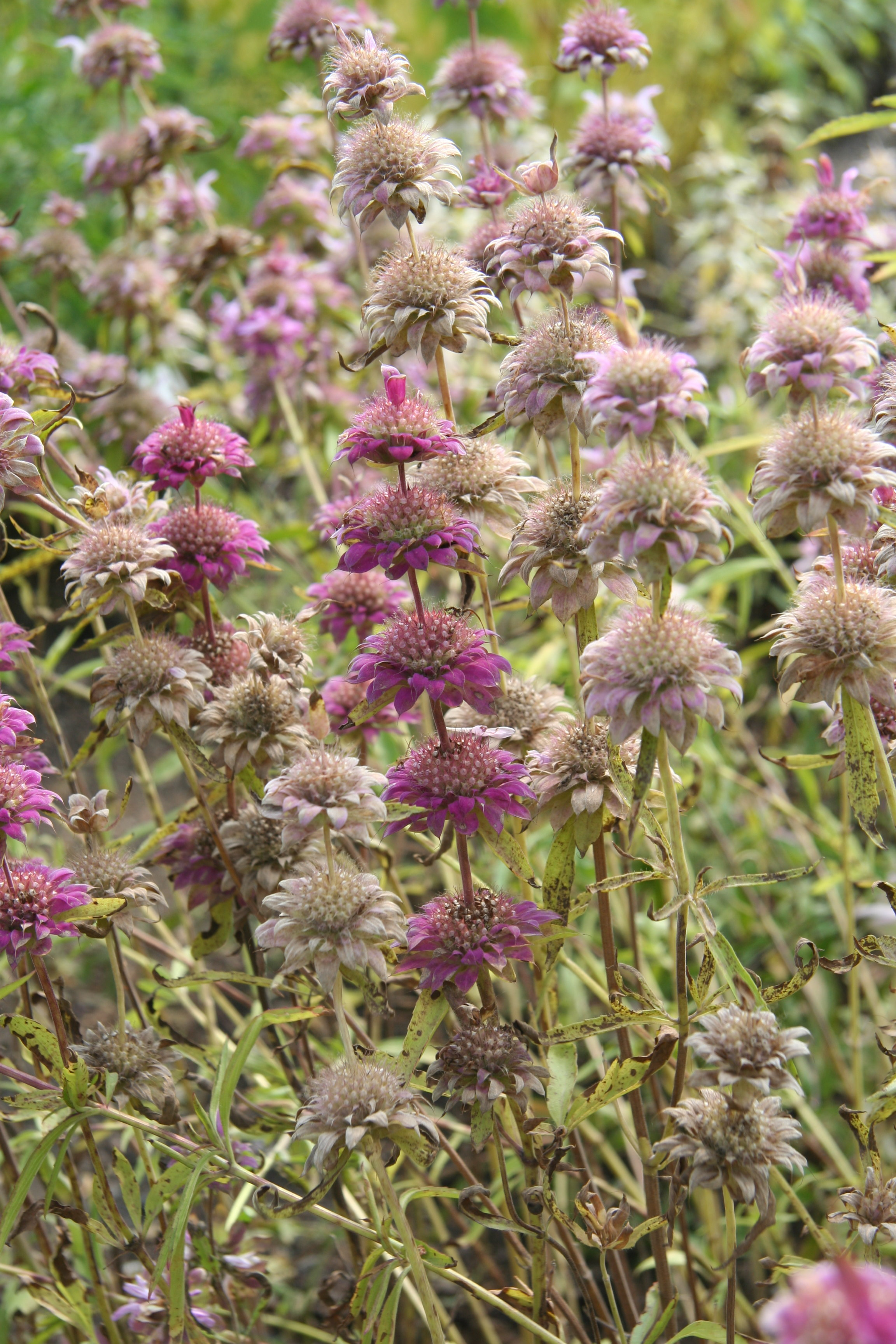